# Szagamihara
Szagamihara város Japánban, Kanagava prefektúrában. A város lakossága becslések alapján 2021. május 1-jén 723 470 fő volt, ezzel Kanagava prefektúra 3. legnépesebb városa (Jokohama és Kavaszaki után).

## Földrajz
Szagamihara Kanagava prefektúra északnyugati részén helyezkedik el.

### Éghajlat
Szagamiharának nedves szubtrópusi klímája van, amelyet meleg nyár és hűvös tél jellemez.

## Történelem
A város már ősidők óta lakott. Az Edo-korszakban a Szagamihara körüli területek tenrjó területek voltak, amelyet elméletileg közvetlenül az edói Tokugava Sógunátus igazgatott. A Meidzsi-helyreállítás után a keleti rész a Kóza körzet, a nyugati rész pedig a Cukui körzet része volt. A Kóza körzetet hat falura osztották fel. Ezeket a falvakat 1941-ben a szomszédos Zama várossal egyesítették és így jött létre Szagamihara. A város lakossága folyamatosan nőtt, részben a helyi ipari fejlődésnek, részben pedig a város kiváló közlekedési infrastruktúrájának köszönhetően, amely összeköti Jokohamával, Tokióval és Hacsiódzsival. 2006-ban Cukui és Szagamiko városa Szagamihara része lett. 2007-ben két másik várossal egyesült.

## Gazdaság
Gazdasági és földrajzi szempontból Szagamihara erősebb kapcsolatokat ápol Tokióval, mint a prefektúra többi része. A város nagy gyárainak sorozatos kivonulása miatt Szagimahara inkább ingázó város lett. 2015-ben a Tokióba a munkába és iskolába ingázók aránya 24,6% volt.

## Nevezetességek
- Szagami-tó
- Jógen templom
- Szagamihara prefektusi park
- Szagamihara automatapark